# Ken Marshall
Ken Marshall, all'anagrafe Kenneth Marshall (New York, 27 giugno 1950), è un attore e produttore cinematografico statunitense.

## Biografia
È noto soprattutto per aver interpretato Michael Eddington nella serie televisiva Star Trek: Deep Space Nine, il principe Colwyn nel film Krull e Marco Polo nell'omonimo sceneggiato televisivo di Giuliano Montaldo (riscuotendo un grande successo in Italia, come dimostrato dalla posta coi fans affidatagli per alcune settimane dal settimanale Topolino). Ha inoltre interpretato il tenente Jimmy Wren nel film La pelle di Liliana Cavani. 
Nel 1980 ha recitato a Broadway nel musical West Side Story con Debbie Allen e Josie de Guzman.

## Filmografia parziale

### Attore

#### Cinema
- Tilt, regia di Rudy Durand (1979)
- La pelle, regia di Liliana Cavani (1981)
- Krull, regia di Peter Yates (1983)
- F.B.I. - Agenti in sottoveste (Feds), regia di Daniel Goldberg (1988)
- Berlino '39, regia di Sergio Sollima (1993)
- Amberwaves, regia di Joe Holland (1994)

#### Televisione
- Alla conquista del West (How The West Was Won) - serie TV, un episodio (1979)
- Marco Polo - miniserie TV, 8 episodi (1982)
- Margaret Bourke White, una donna speciale – film TV (1989)
- Star Trek: Deep Space Nine - serie TV, 9 episodi (1994-1997)
- Dov'è mio figlio, regia di Lucio Gaudino – film TV (2000)
- The District - serie TV, 2 episodi (2003)

### Produttore
- F.B.I. - Agenti in sottoveste (Feds), regia di Daniel Goldberg (1988)
- Una canzone per Marion (Song for Marion), regia di Paul Andrew Williams (2012)
- Filth, regia di Jon S. Baird (2013)

## Doppiatori italiani
Nelle versioni in italiano delle opere in cui ha recitato, Ken Marshall è stato doppiato da:
- Massimo Ghini in Marco Polo, Krull
- Massimo Giuliani in La pelle
- Luca Biagini in Berlino '39
- Andrea Ward in Star Trek: Deep Space Nine (st. 4-5)